# Ядерна установка
Ядерна установка — будь-який ядерний реактор, за винятком реактора, яким обладнаний засіб морського або повітряного транспорту з метою використання його як джерела енергії для приведення в рух цього засобу транспорту або з будь-якою іншою метою, будь-який завод, що використовує ядерне паливо для виробництва ядерного матеріалу, або будь-який завод, на якому обробляється ядерний матеріал, включаючи будь-який завод, на якому переробляється опромінене ядерне паливо, та будь-яке місце, де зберігається (складований) ядерний матеріал, за винятком місця складування, пов'язаного з перевезенням такого матеріалу, за умови, що декілька ядерних установок одного оператора, розташовані в одному місці, розглядаються як єдина ядерна установка.
Закон України «Про використання ядерної енергії та радіаційну безпеку» також надає визначення Ядерної підкритичної установки як об'єкта, призначеного для поводження з ядерними матеріалами та розташованого в межах визначеної проектом території, конструкція та технічні характеристики якого унеможливлюють виникнення самопідтримувальної ланцюгової реакції поділу за будь-яких умов експлуатації. До класу ядерних підкритичних установок належать: підкритичні збірки, джерела нейтронів, засновані на підкритичній збірці, керованій лінійним прискорювачем електронів або протонів, та інші установки, конструкція та технічні характеристики яких унеможливлюють виникнення самопідтримувальної ланцюгової реакції поділу за будь-яких умов експлуатації.

## Визначення терміну «ядерна установка» в міжнародних конвенціях
Ядерна установка (англ. nuclear facility) — установка (зокрема пов'язані з нею будівлі та обладнання), на якій здійснюється виробництво, переробка, використання, обробка, зберігання або захоронення ядерного матеріалу, якщо пошкодження або втручання в експлуатацію такої установки може призвести до значного виділення радіації або значного викиду радіоактивних матеріалів. Зазначене визначення застосовується в контексті зазначеної Конвенції, а в інших цілях може використовуватися з певними застереженнями.
Інше визначення надає Об'єднана конвенція про безпеку поводження з відпрацьованим паливом та про безпеку поводження з радіоактивними відходами. «Ядерна установка означає цивільну установку разом з належними до неї земельною ділянкою, будовами та устаткуванням, де утворюються, обробляються, використовуються, зазнають фізичного маніпулювання, зберігаються або захоронюються радіоактивні матеріали в таких масштабах, за яких потрібно брати до уваги фактор безпеки».
По суті термін, що застосовується в обох конвенціях — це синонім терміну «дозволена установка» (тобто так, що має офіційний дозвіл), тобто, він має більш широке значення, ніж англомовний термін «nuclear installation» (ядерна установка). Взагалі в чинних міжнародних конвенціях одночасно з різними цілями застосовуються два терміни англійською «nuclear facility» та «nuclear installation». Варто зазначити на розбіжності в застосуванні обох термінів, відповідно яких англомовний термін «installation» (установка) має більш широке значення, ніж термін «facility»(установка).

## Право власності
Ядерні установки та джерела іонізуючого випромінювання можуть перебувати у різних формах власності.
Перелік ядерних установок, джерел іонізуючого випромінювання, що перебувають у державній власності, визначається урядом.

## Ядерні установки і об'єкти загальнодержавного значення
Ядерні установки і об'єкти, призначені для поводження з радіоактивними відходами, які мають загальнодержавне значення:
- атомні електричні станції;
- атомні станції теплопостачання;
- дослідницькі ядерні реактори;
- об'єкти з переробки радіоактивних відходів (крім установок, включених до технологічного циклу ядерної установки, або сховища для захоронення радіоактивних відходів);
- сховища, призначені для зберігання відпрацьованого ядерного палива або високоактивних радіоактивних відходів з проектним терміном зберігання понад 30 років (крім установок, включених до технологічного циклу ядерної установки);
- сховища, призначені для захоронення відпрацьованого ядерного палива або радіоактивних відходів.[4]

## Дозвільний принцип використання ядерних установок
Ядерні установки використовуються виключно на підставі дозволів. Законом забороняється здійснення будь-якої діяльності, пов'язаної з використанням ядерних установок юридичними чи фізичними особами, які не мають офіційного дозволу. Ядерна установка може використовуватись лише з такою метою і таким чином, як це передбачено умовами виданого дозволу. Ліцензія на провадження діяльності у сфері використання ядерної енергії — офіційний документ дозвільного характеру, що засвідчує право ліцензіата на провадження діяльності у сфері використання ядерної енергії за умови забезпечення ядерної та радіаційної безпеки, фізичного захисту ядерних установок, ядерних матеріалів, радіоактивних відходів, інших джерел іонізуючого випромінювання.

## Судно з ядерною установкою
Ядерне судно — це судно, що обладнане ядерною енергетичною установкою. Ядерне судно має перебувати тільки у державній власності. Перелік портів України, в які дозволяється заходження ядерних суден, визначається Урядом (порт оголошено відкритим для заходження ядерних суден).

## Утилізація ядерних установок
Однією з значних еколого-технічних проблем світу є проблема утилізації ядерних установок. Вирішення цієї проблеми ускладнено тим, що у активний період розвитку ядерних установок, їх проектування недостатньо уваги приділяло такому етапу життєвого циклу цієї техніки, як її утилізація. Саме тому, в середині 80-х років ХХ століття в системах, що відповідали за експлуатацію ядерних установок (зокрема — атомній промисловості всього світу, військово-морських силах тощо) гостро постало питання про вивід з експлуатації ядерних установок. Так, в СРСР в проектах ранніх поколінь АЕС питання зняття з експлуатації енергоблоків взагалі не розглядалися. Лише після Чорнобильської катастрофи була затверджена загальносоюзна науково-технічна програма на 1988—1995 рр. та до 2000 р. — «Консервація і захоронення обладнання і будівельних конструкцій АЕС, що відпрацювали проектний строк служби».
Потреба у виводі з експлуатації ядерних установок може бути викликана наступними причинами:
- вичерпанням планового строку служби,
- аварією, після якої експлуатація неможлива або недоцільна;
- зміною вимог надійності і безпеки експлуатації, які неможливо вивід з експлуатації ядерних установок задовольнити в рамках діючої конструкції;
- політичною доцільністю;
- економічною недоцільністю експлуатації тощо.

Інша, не менш чутлива проблема стосувалася утилізації суден з ядерними силовими установками, зокрема — атомних підводних човнів. США, СРСР (в наступному — Росія), Велика Британія, Франція і Китай до 1998 р. побудували загалом 484 атомних підводних човни, на яких було встановлено 686 ядерних реакторів. Закінчення «холодної війни», старіння атомних підводних човнів перших поколінь, фінансові обмеження призвели до того, що 276 човни виведено із складу флотів (за станом на 1998 р.), з них 231 од. — виведено після 1990 р.

## Законодавча база
- Закон України «Про використання ядерної енергії та радіаційну безпеку» від 08.02.1995 № 39/95-ВР (Редакція від 26.10.2014);
- Закон України «Про видобування і переробку уранових руд» від 19.11.1997 № 645/97-ВР (Редакція від 05.12.2012);
- Закон України «Про дозвільну діяльність у сфері використання ядерної енергії» від 11.01.2000 № 1370-XIV (Редакція від 04.06.2017);
- Закон України «Про фізичний захист ядерних установок, ядерних матеріалів, радіоактивних відходів, інших джерел іонізуючого випромінювання» від 19.10.2000 № 2064-III (Редакція від 28.12.2015);
- Закон України «Про порядок прийняття рішень про розміщення, проектування, будівництво ядерних установок і об'єктів, призначених для поводження з радіоактивними відходами, які мають загальнодержавне значення» від 08.09.2005 № 2861-IV (Редакція від 13.06.2012).